# نستا کارتر
نستا کارتر (انگلیسی: Nesta Carter، زاده ۱۱ اکتبر ۱۹۸۵) دونده سرعت اهل جامائیکا است. از افتخارات وی میتوان به کسب مدال طلا ۴×۱۰۰ متر امدادی در بازی‌های المپیک ۲۰۱۲ لندن اشاره کرد.
در ۲۵ ژانویه ۲۰۱۷ کمیته بین‌المللی المپیک اعلام کرد که آزمایش دوپینگ نستا کارتر که یکی از چهار عضو تیم جاماییکا در مسابقات دوی چهار در صد متر المپیک ۲۰۰۸ پکن بود حتی با بررسی دوباره مثبت است؛ و با باز پس گیری مدال طلا از اعضای تیم جاماییکا او مدال طلایش را از دست داد.